# Ligusticopsis
Ligusticopsis är ett släkte i familjen flockblommiga växter. Det beskrevs av Gerfried Horand Leute 1969.

## Arter
Släktet omfattar 20 arter i Himalaya, Kina och Myanmar:
- Ligusticopsis acaulis (R.H.Shan & M.L.Sheh) Pimenov
- Ligusticopsis angelicifolia (Franch.) Leute
- Ligusticopsis brachyloba (Franch.) Leute
- Ligusticopsis capillacea (M.Hiroe) Leute
- Ligusticopsis daucoides (Franch.) Lavrova ex Pimenov & Kljuykov
- Ligusticopsis deqenensis (R.H.Shan & Z.H.Pan) Pimenov
- Ligusticopsis hispida (Franch.) Lavrova & Kljuykov
- Ligusticopsis involucrata (Franch.) Lavrova
- Ligusticopsis likiangensis (H.Wolff) Lavrova & Kljuykov
- Ligusticopsis longiloba (H.Wolff) Leute
- Ligusticopsis macilenta (Franch.) J.M.Niu & Jing Zhou
- Ligusticopsis miyiensis J.Q.Lei & X.J.He
- Ligusticopsis multivittata (Franch.) Leute
- Ligusticopsis pseudodaucoides (H.Peng & Yin Z.Wang) Pimenov & Kljuykov
- Ligusticopsis pubescens (Hand.-Mazz.) J.J.Deng, C.K.Liu & X.J.He
- Ligusticopsis purpurascens Lavrova & Kljuykov
- Ligusticopsis rechingeriana Leute
- Ligusticopsis scapiformis (H.Wolff) Leute
- Ligusticopsis wallichiana (DC.) Pimenov & Kljuykov
- Ligusticopsis xizangensis (Z.H.Pan & M.L.Sheh) Pimenov & Kljuykov